# Detectivul muribund
„Detectivul muribund” (în engleză „The Adventure of the Dying Detective”) este una dintre cele 56 povestiri scurte cu Sherlock Holmes ale lui Sir Arthur Conan Doyle și a patra povestire din volumul Ultima reverență (respectiv a cincea în edițiile americane ale acestui volum).
Ea a fost publicată în hebdomadarul american Collier's Weekly din 22 noiembrie 1913 și în revista Strand Magazine din noiembrie-decembrie 1913, cu ilustrații de Walter Paget, apoi în volumul "Ultima reverență" (în engleză His Last Bow) editat în anul 1917 de John Murray din Anglia. 

## Rezumat

### Misterul inițial

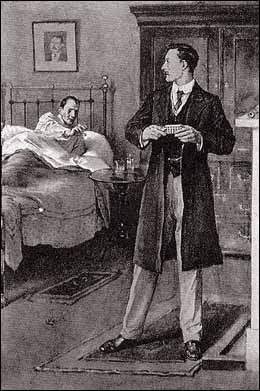
Holmes aflat în pat îi cere lui Watson să lase din mână cutia de fildeş

Doctorul Watson primește vizita doamnei Hudson, care îl informează de starea de sănătate a lui Sherlock Holmes, care de trei zile pare că se află pe moarte și nu a mâncat și nici nu a băut nimic. Doctorul se deplasează pe 221B Baker Street pentru a încerca să stea cu prietenul său. Acesta îi spune că a contactat o boală asiatică rară, originară din insula Sumatra, pe când a lucrat la un caz în Rotherhithe și a intrat în contact cu marinari chinezi. Această maladie este mortală și foarte contagioasă, iar Holmes refuză ca Watson să se apropie de el de teamă ca acesta să nu se contamineze. Watson constată că starea prietenului său este critică: ochii săi erau strălucitori, obrajii aveau pete roșii, fruntea era acoperită de broboane de sudoare, buzele erau crăpate, iar Holmes vorbea pe alocuri incoerent caracteristic delirurilor cauzate de febră.

### Rezolvare
Doctorul Watson îi cere lui Holmes permisiunea de a-i aduce pe unul dintre cei mai buni medici din Londra pentru a-l examina, dar acesta refuză. În ciuda acestui refuz, Watson încearcă să plece fără aprobare pentru a căuta ajutor, dar Holmes sare din pat și încuie ușa, luând cheia cu el. Detectivul îi impune prietenului său să aștepte două ore în apartamentul său înainte de a merge să caute un specialist în această boală orientală. 
În timpul așteptării sale, Watson examinează apartamentul în care bolea Holmes și remarcă o cutie de fildeș alb aflată pe polița șemineului. A întins mâna spre ea pentru a o examina mai bine, dar în același moment Holmes, concentrându-și întreaga energie, i-a poruncit să o lase imediat jos, afirmând că detestă ca cineva să-i atingă lucrurile. Watson este mirat, dar respectă dorința prietenului său.
La ora șase, Holmes îi spune lui Watson să aprindă lampa cu gaz, dar nu mai mult de jumătate. El îi cere apoi să meargă să-l cheme pe domnul Culverton Smith de pe strada Lower Burke nr. 13, un specialist în boala de care suferea Holmes. Detectivul îl previne pe prietenul său că se află în relații reci cu Smith din cauza unui caz anterior în care-l bănuise pe acesta din urmă că a fost implicat în uciderea nepotului său, dar că speră că doctorul îl va îmbuna pe Smith să vină să-l salveze. De asemenea, îi cere lui Watson să nu revină pe strada Baker împreună cu Smith, ci separat. Smith nu este doctor, dar este considerat un expert în boala de care suferă Holmes, pe care o studiase pe moșia sa din Sumatra unde izbucnise o epidemie. 
Ieșind din casă, Watson se întâlnește cu inspectorul Morton. Auzind de boala lui Holmes, expresia inspectorului sugerează un sentiment de bucurie.
Watson merge la adresa indicată, iar Smith refuză să-l primească la început. Doctorul intră în casă cu forța și-i explică lui Culverton Smith că Sherlock Holmes este pe moarte și vrea să-l vadă. Auzind aceasta, atitudinea lui Smith se schimbă drastic, iar acesta acceptă să se ducă imediat la Holmes. Lui Watson i se pare pentru o clipă că a zărit un rânjet crud pe fața lui Smith, ca și cum acesta s-ar bucura de boala detectivului. Doctorul găsește un pretext pentru a nu-l însoți pe acesta la locuința detectivului și sosește pe strada Baker înaintea lui Smith. Holmes se bucură când aude că Smith urmează să vină și-i cere lui Watson să se ascundă în spatele patului când va sosi Smith.

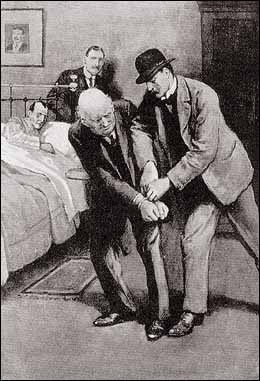
Inspectorul Morton punându-i cătuşele lui Culverton Smith

La scurtă vreme, Smith intră în cameră. El nu-i arată milă lui Holmes și nu pare să încerce să-l vindece pe acesta, deși detectivul afirmă că «va uita» de moartea unui anumit Victor Savage pe care o investigase anterior și care era la originea relației proaste între el și Smith. Crezând că sunt singuri, Smith este foarte sincer și lasă impresia, spre oroarea lui Watson, că Holmes a fost îmbolnăvit de aceeași boală de care murise Victor Savage, nepotul lui Smith. Bănuind că Holmes este în pragul morții și că nu va repeta nimănui ceea ce va auzi, Smith admite cu sinceritate că și-a ucis nepotul cu aceeași boală, pe care el o studiase. El îi arată detectivului cutia de fildeș, pe care afirmă că el i-o trimisese prin poștă, și care conținea un arc ascuțit infestat cu microbul bolii. Holmes afirmă că arcul îl înțepase până la sânge atunci când a deschis cutia. Smith pune cutia de fildeș în buzunar, urmând să o ia cu el atunci când va ieși din casă.
Fiind pe moarte, Holmes îi cere lui Smith să-i dea un pahar de apă și să mărească lumina lămpii cu gaz. El îi cere apoi un chibrit și o țigară, dar de data aceasta cu o voce normală, spre stupefacția interlocutorului său și a doctorului Watson care rămâne ascuns. Inspectorul Morton intră atunci în cameră: mărirea flacării de la lampa cu gaz era semnalul convenit de Holmes cu inspectorul pentru ca acesta din urmă să intre în cameră. Morton îl arestrează imediat pe Culverton Smith. Boala lui Holmes nu era decât o mascaradă pentru a-l face pe Smith să mărturisească că l-a ucis pe Victor Savage pentru a-i moșteni averea. Smith, la fel de arogant ca și până atunci, afirmă că cuvântul său are aceaași valoare cu cel al lui Holmes în fața tribunalului, dar Watson iese atunci din ascunzătoare și se prezintă ca martor al mărturisirii crimei; astfel, este aproape sigur că Smith va fi condamnat. 
Holmes îi explică prietenului său că a primit cutia de fildeș cu câteva zile mai înainte și a bănuit că era vorba de o capcană de-a lui Smith, zărind înăuntru capătul unui arc. El simulase atunci cu abilitate simptomele bolii, nemâncând și nebând timp de trei zile pentru a o neliniști pe doamna Hudson și a declanșa evenimentele dorite. De asemenea, se mânjise pe față cu vaselină, își picurase în ochi atropină, se dăduse pe obraji cu ruj și pe buze cu ceară de albine, pentru a fi un bolnav convingător și i-a pretins lui Watson să nu se apropiue de el, pentru că se temea că va fi demascat de ochiul ager al medicului.

## Personaje
- Sherlock Holmes
- doctorul Watson
- doamna Hudson - proprietăreasa locuinței lui Holmes
- Inspectorul Morton - inspector la Scotland Yard
- Culverton Smith - moșier din Sumatra
- Victor Savage - nepotul lui Culverton Smith

## Comentariu
Data la care se petrece acțiunea este menționată de Watson ca fiind "al doilea an al căsătoriei mele", primul fiind 1889. Tot la început, doctorul afirmă că în camera lui Holmes se revărsa "lumina difuză a unei zile de noiembrie".
Culverton Smith este un bun exemplu pentru modul în care Holmes manipulează slăbiciunea criminalului pentru a-și mărturisi crimele. În cazul lui Smith este vorba de aroganță și vanitate. El nu poate rezista satisfacției simțite în fața unui om slab și pe moarte, pe care l-a învins. Dr. Watson notează că, atunci când l-a vizitat, Smith purta o tichie de catifea pe un cap chel, ceea ce face acea descriere aproape ridicolă. El este remarcabil prin faptul că are un cap enorm (un simbol al intelectului), dar el se sprijină pe un corp mic și fragil.
Smith face de asemenea o paralelă între munca sa și activitatea respectabilă a lui Holmes, pe care încerca să-l ucidă. "El este pasionat de crimă, cum sunt eu de boli. Pentru el răufăcătorul, pentru mine microbul". 
Aserțiunea lui Holmes despre stridii a condus la mai multe speculații cu privire la trecutul său, făcându-i pe specialiștii holmesologi să formuleze ipoteza că detectivul ar proveni dintr-o familie săracă (stridiile erau mâncarea tradițională a celor săraci).
În manuscrisul original, Doyle a scris că Holmes se referea la vechiul său prieten ca la "încăpățânatul Watson" și afirmă că erau câțiva domni cu pregătire medico-legală pe care dorea să-i înlăture din imagine.
Inspectorul Morton este menționat într-un mod familiar, dar aceasta este singura sa apariție în canon. Expertul holmesolog Leslie S. Klinger se întreabă dacă Morton era cumva colegul inspectorului Brown în Semnul celor patru.
Specialiști în medicină au făcut studii pentru a descoperi adevărata boală pe care Holmes a denumit-o «febra Tapanuli». Specialistul în boli tropicale William A. Sodeman Jr. a identificat "febra Tapanuli" cu melioidosis, această concluzie fiind confirmată de medicul Setu K. Vora.

## Adaptări teatrale și cinematografice
"Detectivul muribund" a servit ca sursă de inspirație a scurt-metrajului "The Dying Detective" (1921) cu Eille Norwood în rolul lui Sherlock Holmes (film alb-negru, mut) , iar apoi a unui episod al serialului TV din 1951 Sherlock Holmes cu Alan Wheatley în rolul lui Holmes. .
De asemenea, în 1947 a fost realizat un episod al serialului radiofonic The New Adventures of Sherlock Holmes, cu Tom Conway în rolul lui Holmes și Nigel Bruce în rolul dr. Watson. Această versiune îl prezintă pe inspectorul Lestrade în loc de inspectorul Morton.
Povestirea a fost adaptată ulterior într-un episod din 1994 al serialului TV Memoriile lui Sherlock Holmes cu Jeremy Brett în rolul lui Holmes, Edward Hardwicke în rolul dr. Watson și Jonathan Hyde în rolul lui  Culverton Smith.  Această versiune este fidelă textului original, dar mult extinsă. Ea prezintă mai multe detalii ficționale în care apare nepotul lui Smith, care este prezentat în serial ca verișorul lui Smith, iar Watson îl oprește pe Smith de la comiterea suicidului prin infestarea sa cu microbul bolii (arcul fiind înlocuit cu câteva cuișoare). De asemnenea, inspectorul Morton este înlocuit cu Lestrade.

## Traduceri în limba română
- Detectivul muribund - în volumul "Sherlock Holmes: Cinci sîmburi de portocală; Omul cu buza răsucită; Banda pestriță; Diamantul; Piciorul diavolului; Aventura de la Wisteria Lodge; Detectivul muribund" (Ed. Wotan, București, 1991) - traducere de Aurel Petrescu
- Detectivul muribund - în volumul "Aventurile lui Sherlock Holmes. Vol IV" (Colecția Adevărul, București, 2010) - traducere de Emilia Oanță
- Detectivul muribund - în volumul "Aventurile lui Sherlock Holmes. Vol IV" (Colecția Adevărul, București, 2011) - traducere de Emilia Oanță